# Liste der Biografien/Cong
Liste der Biografien |
Portal Biografien |
Personensuche
# |
A |
B |
C |
D |
E |
F |
G |
H |
I |
J |
K |
L |
M |
N |
O |
P |
Q |
R |
S |
T |
U |
V |
W |
X |
Y |
Z |
?
 
Ca |
Cb |
Cc |
Ce |
Ch |
Ci |
Cj |
Ck |
Cl |
Cm |
Cn |
Co |
Cr |
Cs |
Ct |
Cu |
Cv |
Cw |
Cy |
Cz
 
Coa–Cod |
Coe–Cok |
Col |
Com |
Con |
Coo–Coq |
Cor |
Cos |
Cot |
Cou |
Cov |
Cow |
Cox |
Coy |
Coz
 
Cona |
Conb |
Conc |
Cond |
Cone |
Conf |
Cong |
Conh |
Coni |
Conj |
Conk |
Conl |
Conn |
Cono |
Conq |
Conr |
Cons |
Cont |
Conu |
Conv |
Conw |
Cony |
Conz
Die Liste der Biografien führt alle Personen auf, die in der deutschsprachigen Wikipedia einen Artikel haben. Dieses ist eine Teilliste mit 27 Einträgen von Personen, deren Namen mit den Buchstaben „Cong“ beginnt.

## Cong
- Công, Thị Dung (* 1981), vietnamesische Fußballschiedsrichterin
- Cong, Yuzhen (* 1963), chinesische Kugelstoßerin

### Conga
- Conga, Pedro, puerto-ricanischer Salsa-Musiker, Sänger und Perkussionist
- Congacou, Tahirou (1913–1994), beninischer Präsident (1965)
- Congallus, antiker römischer Toreut
- Congar, Yves (1904–1995), französischer Theologe und Kardinal der Römischen Kirche

### Conge
- Conger, Abraham Benjamin (1887–1953), US-amerikanischer Jurist und Politiker
- Conger, Arthur L. (1872–1951), US-amerikanischer Soldat, Theosoph und Präsident der Theosophischen Gesellschaft in Amerika (TGinA)
- Conger, Edwin H. (1843–1907), US-amerikanischer Diplomat und Politiker
- Conger, Harmon S. (1816–1882), US-amerikanischer Jurist und Politiker
- Conger, Jack (* 1994), US-amerikanischer Schwimmer
- Conger, James L. (1805–1876), US-amerikanischer Politiker
- Conger, Matthew (* 1978), neuseeländischer Fußballschiedsrichter
- Conger, Omar D. (1818–1898), US-amerikanischer Politiker (Republikanische Partei)
- Conger, Richard R. (1921–2003), US-amerikanischer Fotograf
- Conger-Kaneko, Josephine (1875–1934), US-amerikanische sozialistisch orientierte Journalistin und Feministin
- Congerton, Lee (* 1973), britischer Fußballfunktionär

### Congi
- Congia, Vittorio (* 1930), italienischer Schauspieler meist komödiantischer Rollen

### Congo
- Congo, Edwin (* 1976), kolumbianischer FußballspielerEdwin Congo (* 1976)

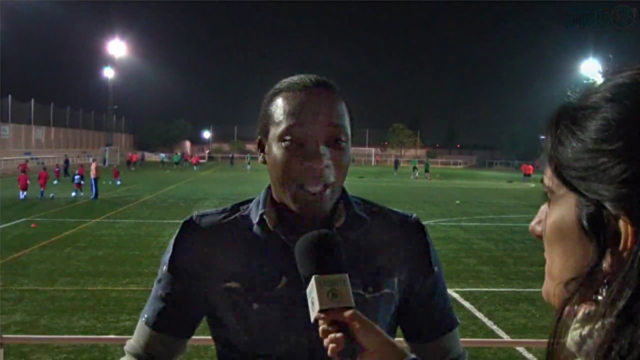
Edwin Congo (* 1976)

- Congo, Jhordy (* 1996), ecuadorianischer Kugelstoßer
- Congost i Pla, Sebastià (1919–2009), katalanischer Maler

### Congr
- Congrains, Enrique (1932–2009), peruanischer Schriftsteller
- Congré, Daniel (* 1985), französischer Fußballspieler
- Congreve, Richard (1818–1899), englischer Historiker und Philosoph
- Congreve, Walter Norris (1862–1927), britischer Offizier und Gouverneur von Malta
- Congreve, William (1670–1729), englischer Dramatiker und Dichter
- Congreve, William (1772–1828), britischer Offizier der Artillerie und Ingenieur